# Mahmud Rahimov
Mahmud Rahimov, uzb. cyr. Махмуд Рахимов, ros. Махмуд Рахимов, Machmud Rachimow (ur. 1 czerwca 1955, Uzbecka SRR; zm. 24 grudnia 1999 w Samarkandzie, Uzbekistan) – uzbecki piłkarz i trener piłkarski.

## Kariera piłkarska
Występował w klubach, grających w Drugiej Lidze ZSRR.

## Kariera trenerska
Po zakończeniu kariery piłkarza rozpoczął pracę szkoleniowca. Ukończył Państwowy Instytut Kultury Fizycznej w Taszkencie. W 1995 dołączył do sztabu trenerskiego Politotdelu Yangibozor, w którym pełnił funkcje dyrektora technicznego, a w 1996 po zmianie nazwy na Doʻstlik Yangibozor w sierpniu 1996 stał na czele klubu. W 1999 prowadził Dinamo Samarkanda. Również w lipcu 1999 został zaproszony na stanowisko selekcjonera narodowej reprezentacji Uzbekistanu. Pod jego kierownictwem zespół Uzbekistanu z powodzeniem wystąpił w rundzie kwalifikacyjnej Pucharu Azji w 2000 roku, pozostawiając za sobą silny zespół Zjednoczonych Emiratów Arabskich.
24 grudnia 1999 tragicznie zginął w wypadku samochodowym w pobliżu Samarkandy.

## Sukcesy i odznaczenia

### Sukcesy trenerskie
Reprezentacja Uzbekistanu
- mistrz grupy kwalifikacyjnej do Pucharu Azji: 1999

### Sukcesy indywidualne
- najlepszy trener roku AFC: 1999